# Josef Röhlich
Josef Röhlich (6. července 1836, Huzová – 3. listopadu 1887, Vídeň) byl kovolitcem, technickým a ekonomickým ředitelem C. k. umělecké slévárny ve Wiedenu. Pod jeho vedením byla v C. k. umělecké slévárně odlévána většina dobové monumentální bronzové produkce pro celé rakouské císařství. Za své zásluhy byl oceněn rytířským křížem Řádu Františka Josefa.

## Život

### Učení
Josef Röhlich se narodil 6. července 1836 v Huzové, severně od Olomouce. V dětství se učil u místního huzovského malíře Landega. Základy kovolitectví se Röhlich naučil přímo v domě svých rodičů, kde žil obchodník s železnými šperky. Na tyto řemeslné základy navázal v Sobotíně v železárnách bratří Kleinů a v obci Janowitz (pravděpodobně Janovice u Rýmařova patřící Harrachům). Kromě kovolitectví se Röhlich naučil také účetnictví.

### Zástup za Antona Fernkorna

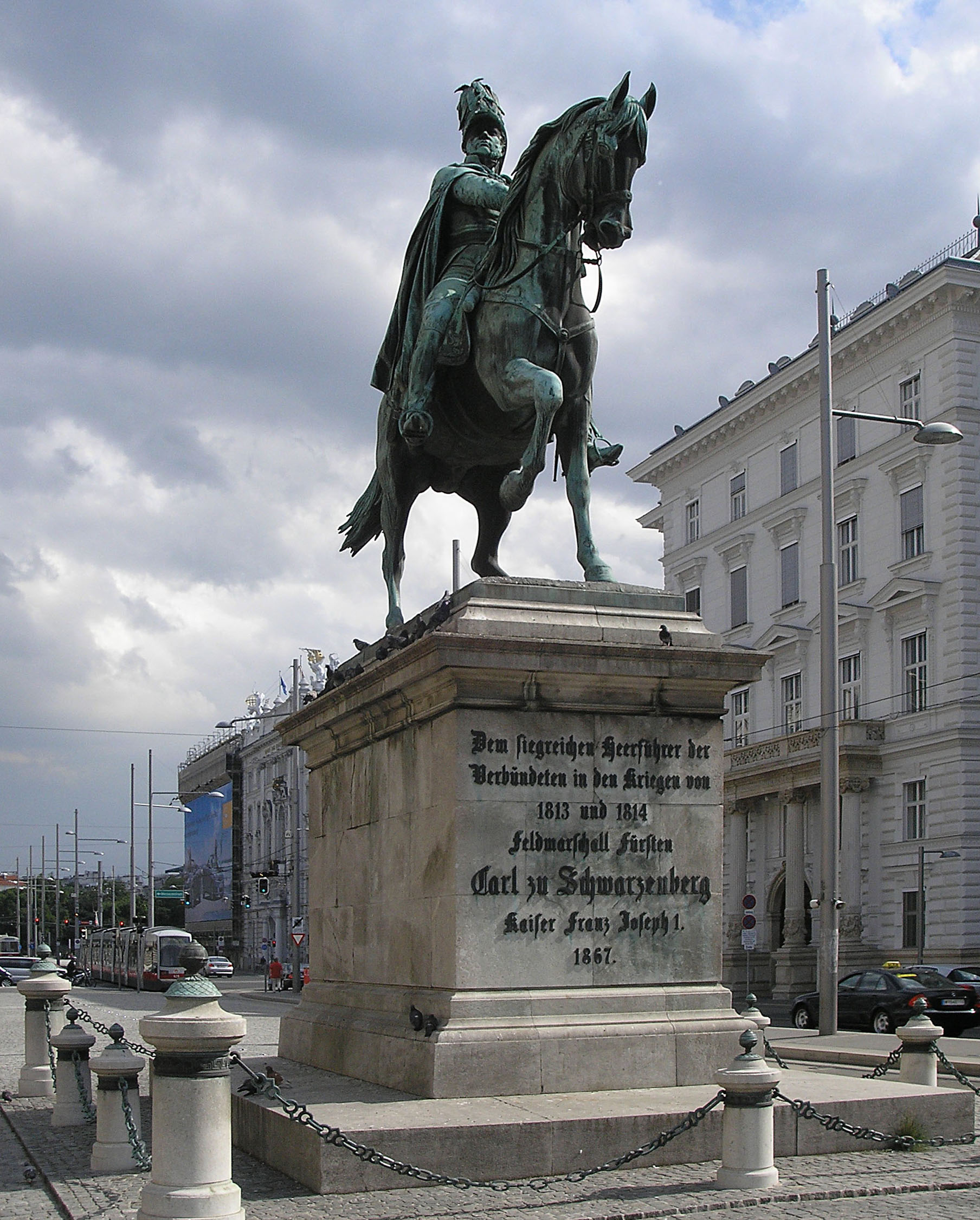
Pomník Karla Filipa Schwarzenberga ve Vídni, při jehož odhalení (1867) byl Josef Röhlich oceněn rytířským křížem Řádu Františka Josefa

V roce 1862 získal jako 26letý prestižní zaměstnání v C. k. umělecké slévárně ve Wiedenu, kde zrovna probíhaly práce na významné státní zakázce - vídeňském pomníku Evžena Savojského. V tom samém roce je zaznamenáno, že u Antona Fernkorna, ředitele C. k. umělecké slévárny, došlo ke třetí, tentokrát silnější mozkové mrtvici. Je možné, že Josef Röhlich byl přijat právě proto, aby nemohoucího mistra zastoupil. Kromě řízení kovoliteckých operací měl Röhlich na starost také hospodaření s penězi. Na jeho popud slévárna ukončila spolupráci s kamenickým mistrem Krannerem (pravděpodobně pražským Josefem Krannerem), která měla být pro slévárnu finančně nevýhodná.
V roce 1864 utrpěl Fernkorn čtvrtou mrtvici a byl zcela neschopný pracovat. Následně byl prohlášen za duševně chorého a hospitalizován v soukromém blázinci profesora Maxmiliana Leidesdorfa v Döblingu poblíž Vídně. Právě Josef Röhlich tak měl být tím, kdo prováděl hlavní odlití samotné jezdecké sochy Evžena Savojského i broznové ozdoby určené pro sokl pomníku. Nedlouho poté řídil odlévání dalšího rozměrného jezdeckého pomníku - pomníku vojevůdce Josipa Jelačiće pro Záhřeb.

### Technický a ekonomický ředitel C. k. umělecké slévárny ve Wiedenu

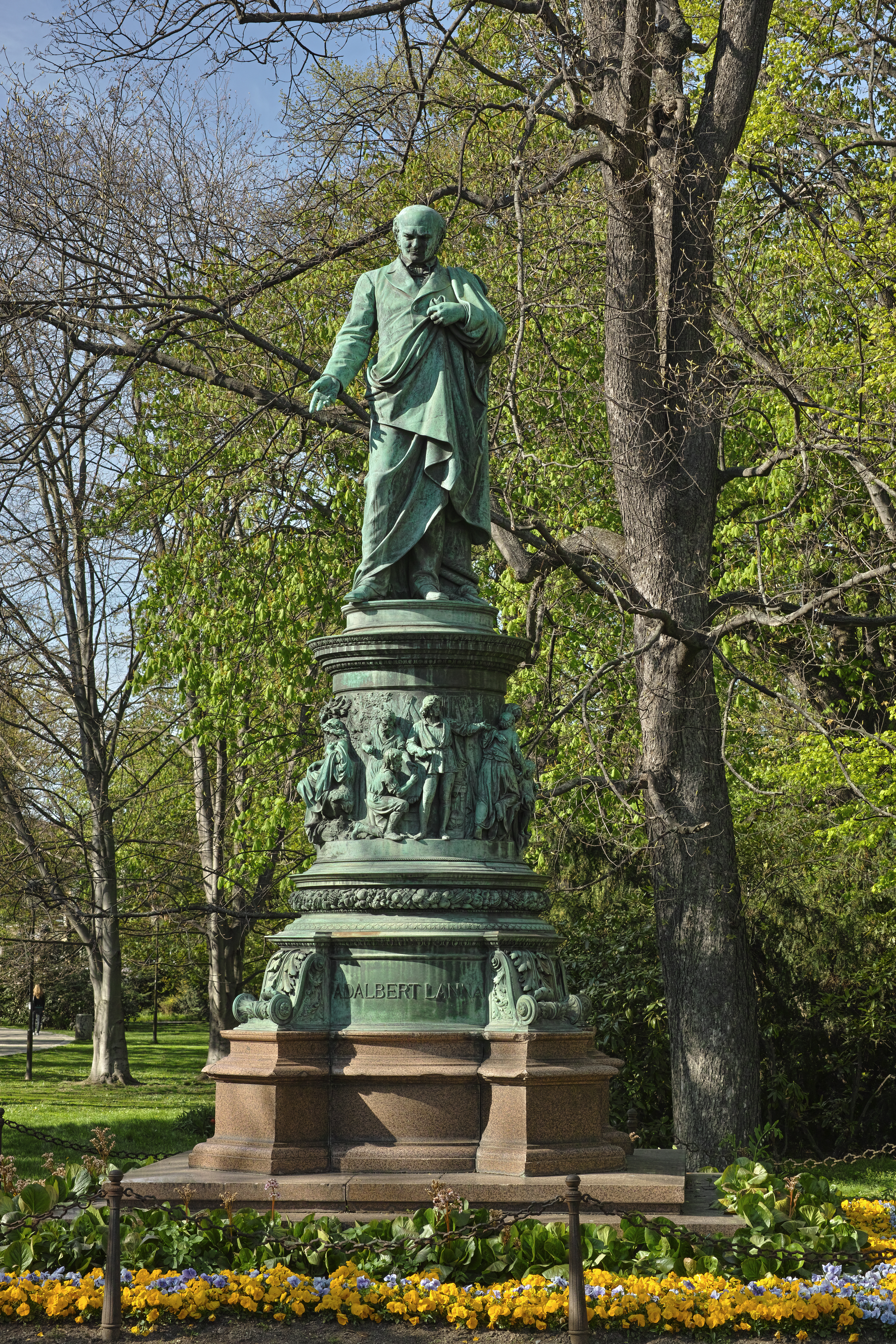
Pomník Vojtěcha Lanny staršího (1879) v Českých Budějovicích odlitý pod vedením Josefa Röhlicha

Pravděpodobně na jaře 1866 došlo k oficiální změně vedení C. k. umělecké slévárny ve Wiedenu. Státní podnik od této doby společně řídili Josef Röhlich a sochař Franz Pönninger. Josef Röhlich si vzal na starost oblast technickou a ekonomickou, Franz Pönninger byl odpovědný za uměleckou část provozu. Během dalších 20 let, kdy byl Röhlich v řídící pozici, vznikala ve wiedenské C. k. umělecké slévárně většina monumentálních bronzových prací pro celé rakouské císařství. Při příležitosti dokončení pomníku knížete Karla Filipa Schwarzenberga ve Vídni byl Josefu Röhlichovi císařem udělen za zásluhy rytířský kříž Řádu Františka Josefa. Josef Röhlich zemřel ve Vídni 3. listopadu 1887 ve věku pouhých 51 let. Po jeho smrti vedl Franz Pönninger uměleckou slévárnu sám dalších 10 let, než ji koupil průmyslník Arthur Krupp.